# Эсенова, Тоушан
Тоушан Эсенова (туркм. Towşan Esenowa; 10 [23] ноября 1915, аул Юзбаши, Закаспийская область — 1988) — туркменская советская поэтесса, писательница, драматург, переводчица
, заслуженная поэтесса Туркменской ССР (1939), народный писатель Туркменской ССР (1974). Член КПСС с 1949 года.

## Биография
Родилась в ауле Юзбаши Закаспийской области (в советское время — сельсовет им. Кирова Каахкинского района Ашхабадской области, ныне — Какинский этрап, Ахалский велаят, Туркмения) в многодетной семье железнодорожника.
Училась в школе-интернате в Ашхабаде, затем в педагогическом техникуме. В 1939 году закончила двухлетнее обучение в Ашхабадском педагогическом институте.
В конце 1920-х годов начала работать с национальным театром. В 1930-х годах работала в газете «Советский Туркменистан». В 1931 году 15-летняя Эсенова стала участником I съезда ассоциации пролетарских писателей. В 1934 году была направлена в Москву на курсы молодых писателей СССР. Участвовала в 1935 году в республиканском конном пробеге девушек Туркмении.
Первая женщина—лётчица Туркменистана, совершившая после окончания аэроклуба в 1936 году полёт на самолёте.
В 1950-х годах была первым редактором «Sovet turkmenistany ayallary», возглавляла отдел драматического искусства в журнале «Совет әдәбияты» («Советская литература»). В 1964—1966 годах Т. Эсенова — литературный консультант Союза писателей Туркменистана.

## Творчество
Тоушан Эсенова — первая туркменская поэтесса.
Печататься Тоушан Эсенова начала в 1928 году С 1936 года полностью посвятила себя литературной деятельности. В 1930-х годах подвергалась критике рапповцев.
Автор:
- сборников стихов
  - «Лина Одена» (1938)
  - «Женщинам Востока» (1951)
  - «Красные цветы» (1962)
  - «Взгляды на расстоянии» (1967)
- поэма «Легенда о Ленине и о дочери чабана» (1958) и др.
- книг
  - «Луна поднимется — весь мир увидит» (1973)
- пьес
  - «Шемшат» (1938, в русском переводе «Дочь миллионера», 1941)
  - «Твоею любовью» (поставлена в 1969 году в Туркменском драматическом театре)
  - «Тюльпан» (1968)
  - «Жена с высшим образованием» (1974)

Является автором текста гимна Туркменской ССР.
Ею также написан ряда книг очерков и публицистических статей. Печаталась в журналах и газетах СССР и республики, в частности, в конце 70-х годов XX в. опубликовала публицистическую статью в «Литературной газете» против «феодально-байских» пережитков прошлого под названием «Этот проклятый калым», вызвавшую всесоюзную дискуссию.
Произведения Эсеновой были переведены на русский, узбекский, казахский, киргизский, таджикский, эстонский, балкарский, кабардинский, карельский, мордовский, татарский и другие языки. Эсенова и сама занималась переводами литературных произведений на туркменский язык (Некрасова, Янки Купалы, Маяковского и др.).

## Награды
- орден Трудового Красного Знамени (16.11.1984)[1]
- орден Дружбы народов (26.11.1975)[2]
- 2 ордена «Знак Почёта» (в том числе 28.10.1955)
- медали